# 中華汽車
中華汽車（ちゅうかきしゃ、英: China Motor Corporation; CMC）は台湾の裕隆企業集団に属する自動車メーカー。三菱自動車工業（以下、三菱自工）及び三菱ふそうトラック・バス（以下、三菱ふそう）の現地パートナーである。

## 沿革
（出典：公司沿革、About CMC）
- 1969年6月13日：裕隆汽車創業者の厳慶齢によって資本金1億新台幣で中華汽車が設立。
- 1970年10月：中華汽車と三菱自工の間で技術提携契約に調印。
- 1973年12月12日：楊梅工場が竣工し、中型トラックのFUSO（復興）と小型商用車のデリカ（得利卡）の生産を開始。
- 1986年6月：三菱自工と三菱商事が資本参加し、それぞれ19%と6%の株式を保有する。
- 1988年12月：軽商用車のバリカ（威利、Varica）を自主開発し、生産開始。
- 1990年12月：新竹工場が竣工。
- 1991年3月：台湾証券取引所に上場した。
- 1993年4月：総生産台数が50万台を突破。
- 1994年6月：中華人才培訓中心（China-Motor Training Center; CMTC）を設立。
- 1995年11月：福建省汽車工業集団と合弁で東南汽車を設立。
- 1997年9月：フリーカを発売。
- 1998年6月：総生産台数が100万台を突破。
- 1999年12月：中華汽車亜州技術研発中心（China-Motor Asia Research and Technology Center; CARTEC）を設立。
- 2000年9月：自主開発車のベリカ（菱利、Veryca）を発売。
- 2001年10月：サブリン（Savrin）発売。
- 2004年12月：グランダー発売。
- 2005年12月：ジンガー発売開始。
- 2006年4月：東南汽車の保有株式の半数を三菱自工へ譲渡[3]。また、ダイムラー・クライスラー（現：ダイムラー）からライセンス供与を受けてクライスラー・タウンアンドカントリーの生産を開始。
- 2007年1月：ダイムラー・クライスラー、福建省汽車工業集団との間で合弁会社を設立して17%を出資する計画が中国当局によって承認される[4]。
- 2007年7月：クライスラー向けに台湾製デリカのメキシコへの輸出を開始。
- 2007年9月15日：ランサーフォルティスを発売。
- 2007年10月：福建戴姆勒汽車工業有限公司（現：福建奔馳汽車工業有限公司）が福建省福州市で工場起工式を行う。
- 2010年3月：台北国際自転車ショーにて電動自転車および電動スクーターの新ブランド「GreenTrans」を発表[5]。
- 2010年6月：GreenTransの電動スクーターe-movingを発売。
- 2012年9月6日：ランサーフォルティスを中東市場へ輸出開始[6]。
- 2013年10月30日：自主開発したGVW3.49トンの小型トラック新達（Leadca）を発表。
- 2015年9月：2代目ジンガーを発表。
- 2017年4月：グランドランサーを発表。
- 2017年12月：エクリプスクロスの販売を開始。
- 2019年5月：創立50周年を記念して、企業ビジョンと第3世代のコーポレート・アイデンティティを発表した。
- 2021年7月：上海汽車傘下の英国ブランドMGを導入[7]。
- 2021年10月： 堅兵を発表。
- 2023年3月：MG HSを発表。
- 2023年5月：エクリプスクロス PHEVの販売を開始。
- 2023年10月：3代目ジンガーを発表。
- 2024年11月：J-spaceを発表。

## 販売車種一覧

### 三菱ブランド車
- デリカ（トラック/バン）：現在は3代目。（1973年 - ）
- アウトランダー/アウトランダーPHEV：後者は日本から輸入。（2005年 - ）
- コルトプラス（2007年 - ）
- エクリプスクロス/エクリプスクロスPHEV：日本から輸入。（2018年 - ）

### 中華（CMC）ブランド車
- ベリカ（菱利、Veryca）：6代目ミニキャブの独自改良版。（2000年 - ）
- ジンガー：かつては三菱ブランドで販売。（2005年 - ）
  - ジンガーピックアップ（2020年 - ）
- P350 Hybrid（堅兵/Jianbing）：3代目デリカトラックをベースとしたHEV。（2022年 - ）
- E300（菱利電動車）：e-Verycaの改修に伴いペットネーム変更。（2023年 - ）
- J-space：Verycaの改良版。（2024年 - ）
- ET35：車両総重量3.5トンの電動トラック。（2025年 - ）

### エム・ジー（MG）ブランド車
- HS（2022年 - ）
- ZS（2023年 - ）
- MG4（2024年 - ）

### 過去販売していた三菱ブランド車
- ランサー：4代目 - 6代目（1991年 - 2006年）
- スペースギア：（1997年 - 2007年）
- グランダー[8]（1997年 - 2004年）
- フリーカ（1998年 - 2008年）
- サブリン：シャリオグランディス。（2001年 - 2014年）
- パジェロ：日本から輸入。（2007年 - 2020年）
- ランサーフォルティス：7代目ランサー（ギャランフォルティス）。（2007年 - 2017年）
- ランサースポーツバック：ギャランフォルティス スポーツバック。日本から輸入。（2011年 - 2017年）
- ASX：RVR。日本から輸入。（2011年 - 2014年）
- グランドランサー：ギャランフォルティスの大幅改良版。8代目ランサー。（2017年 - 2024年）

### 過去販売していた中華（CMC）ブランド車
- ミニキャブ（百利、Minicab）：3代目及び4代目ミニキャブ。（1978年 - 1988年）
- タウニー（多利、Towny）：5代目ミニカがベース。（1985年 - 1992年）
- バリカ（威利、Varica）：4代目ミニキャブの独自改良版。（1988年 - 2007年）
- 新達（Leadca）：車両総重量3.49トンの小型トラック。（2013年 - 2020年）
- e-Veryca：VerycaのBEV。（2018年 - 2023年）

バリカトラック
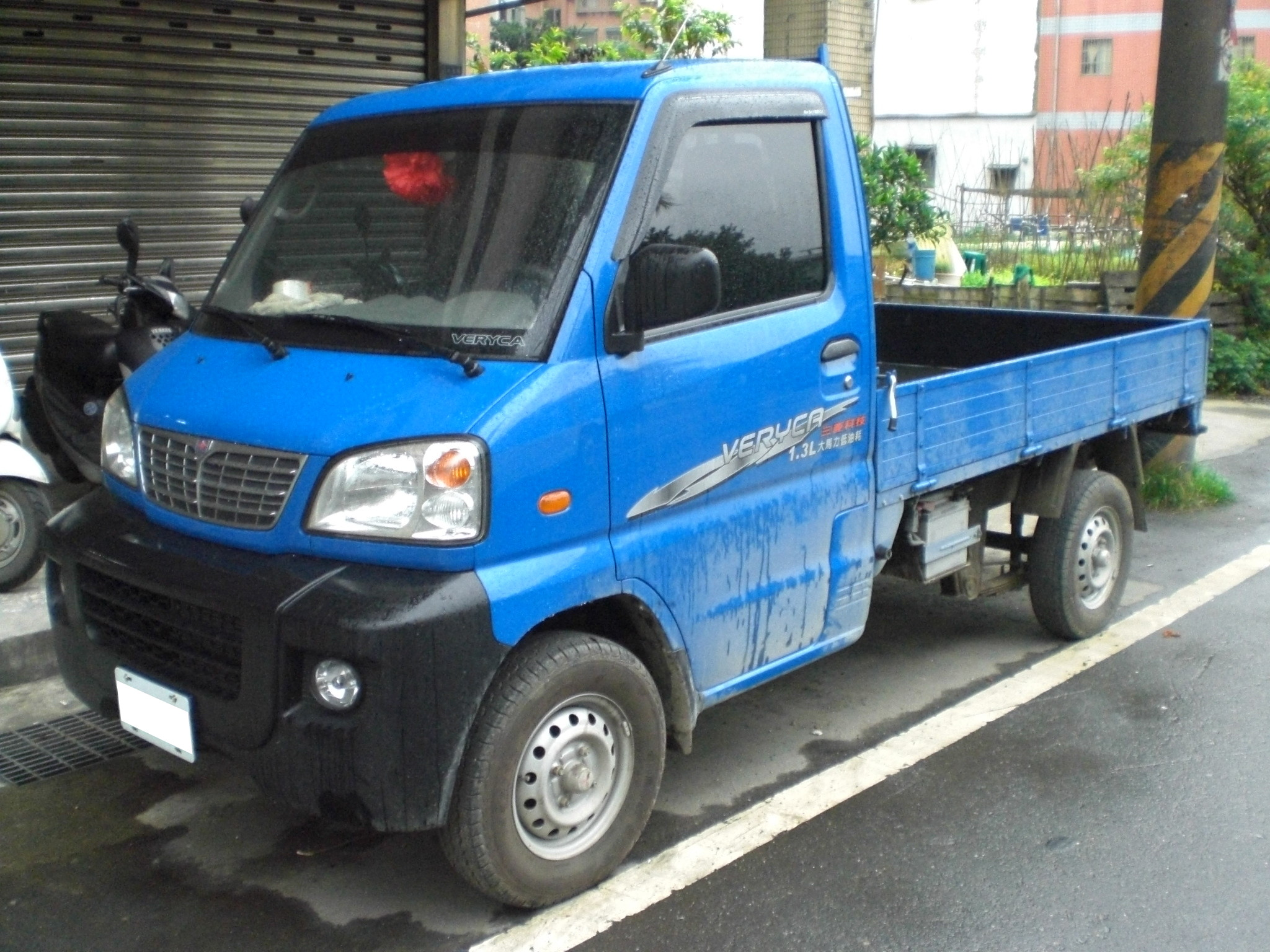
ベリカトラック
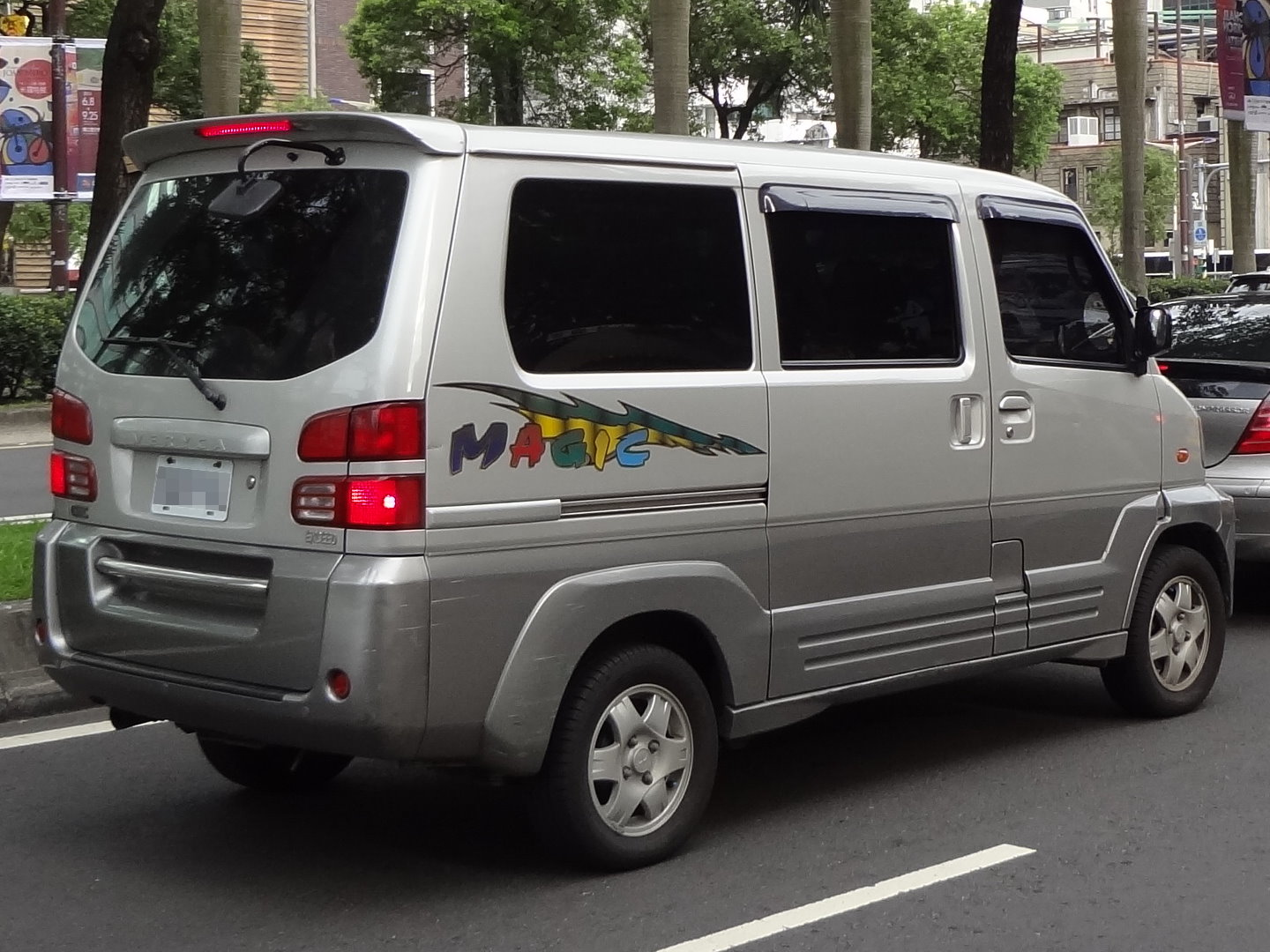
ベリカワゴン
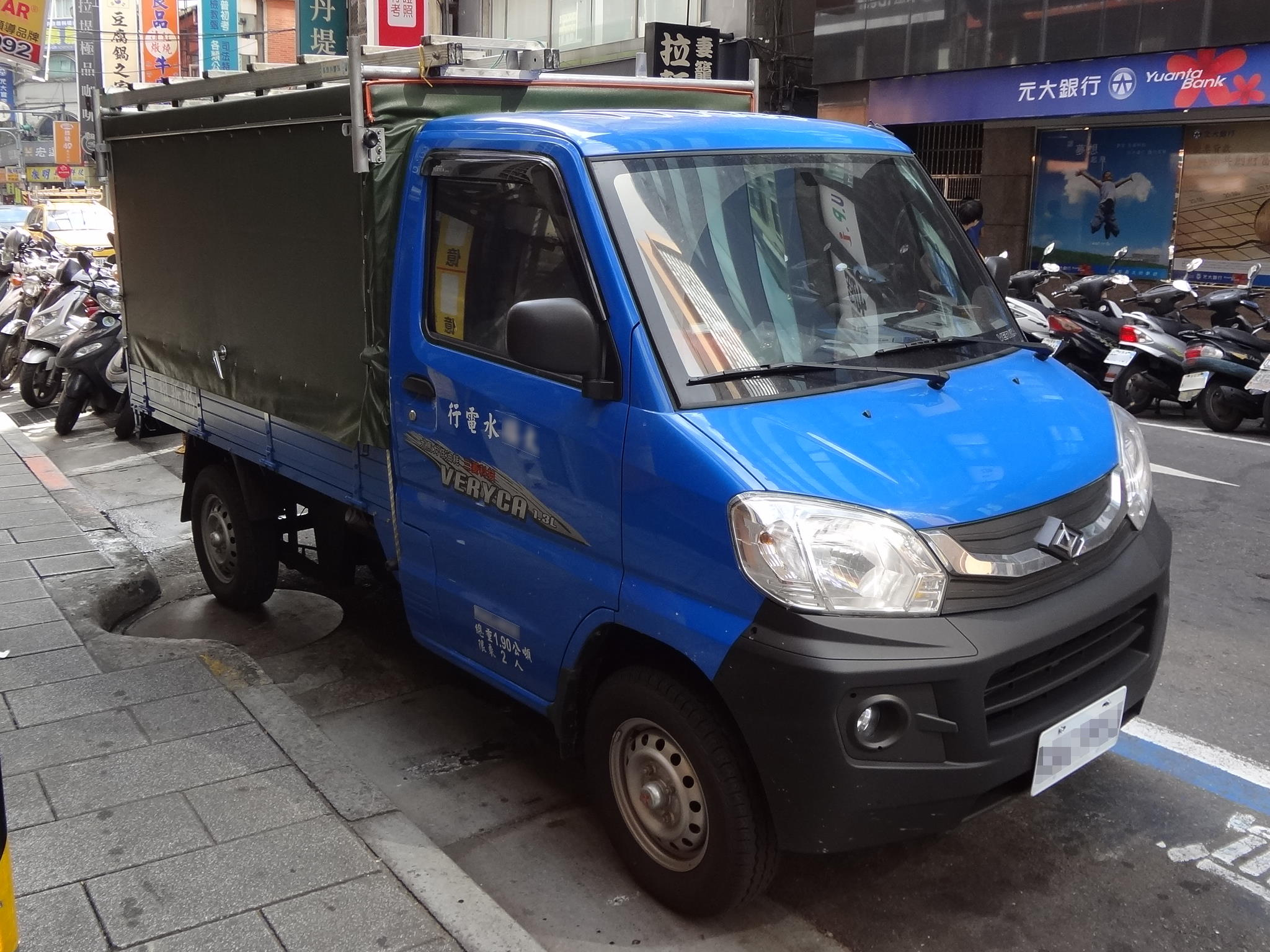
スーパーベリカトラック
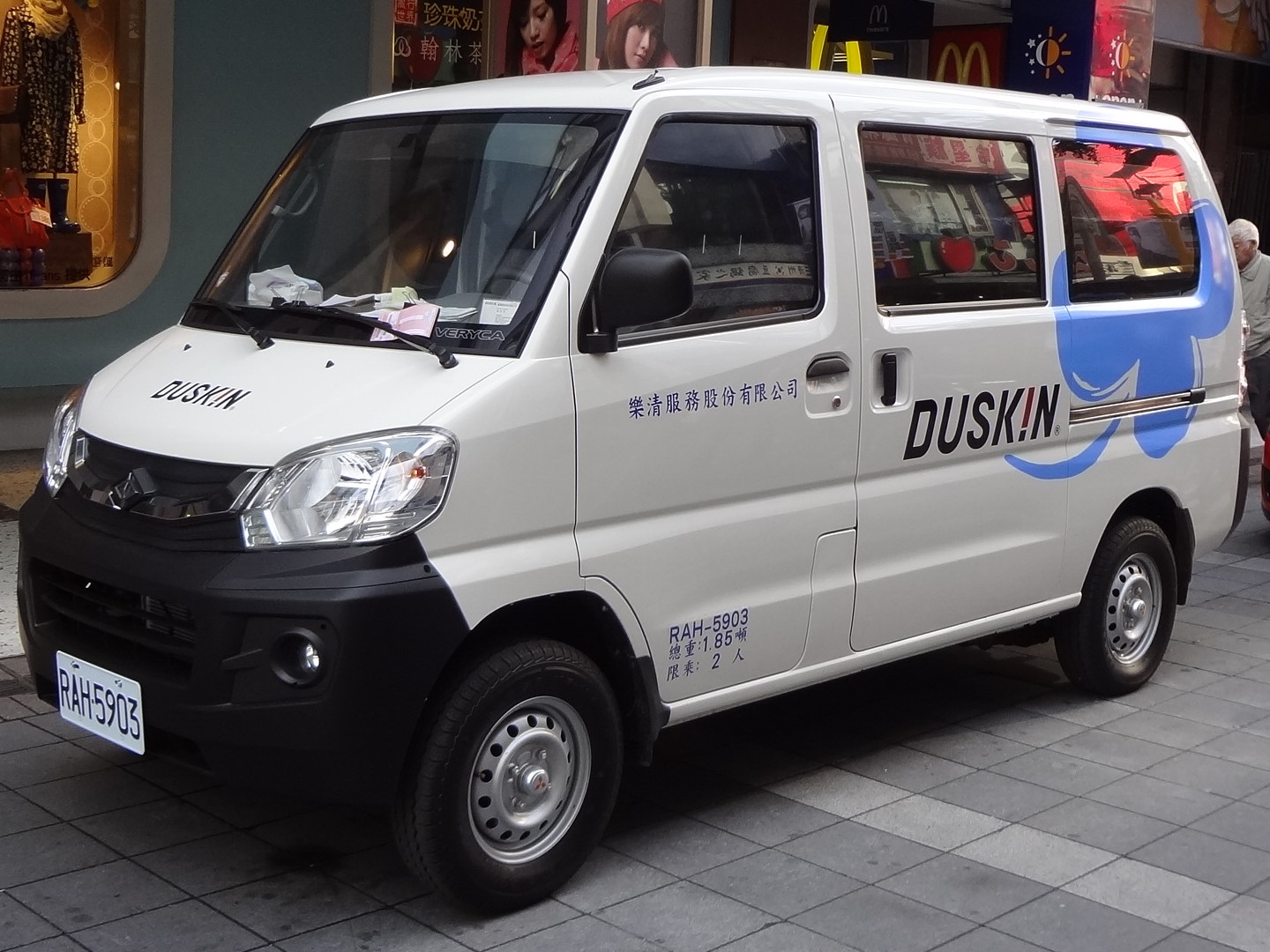
スーパーベリカバン
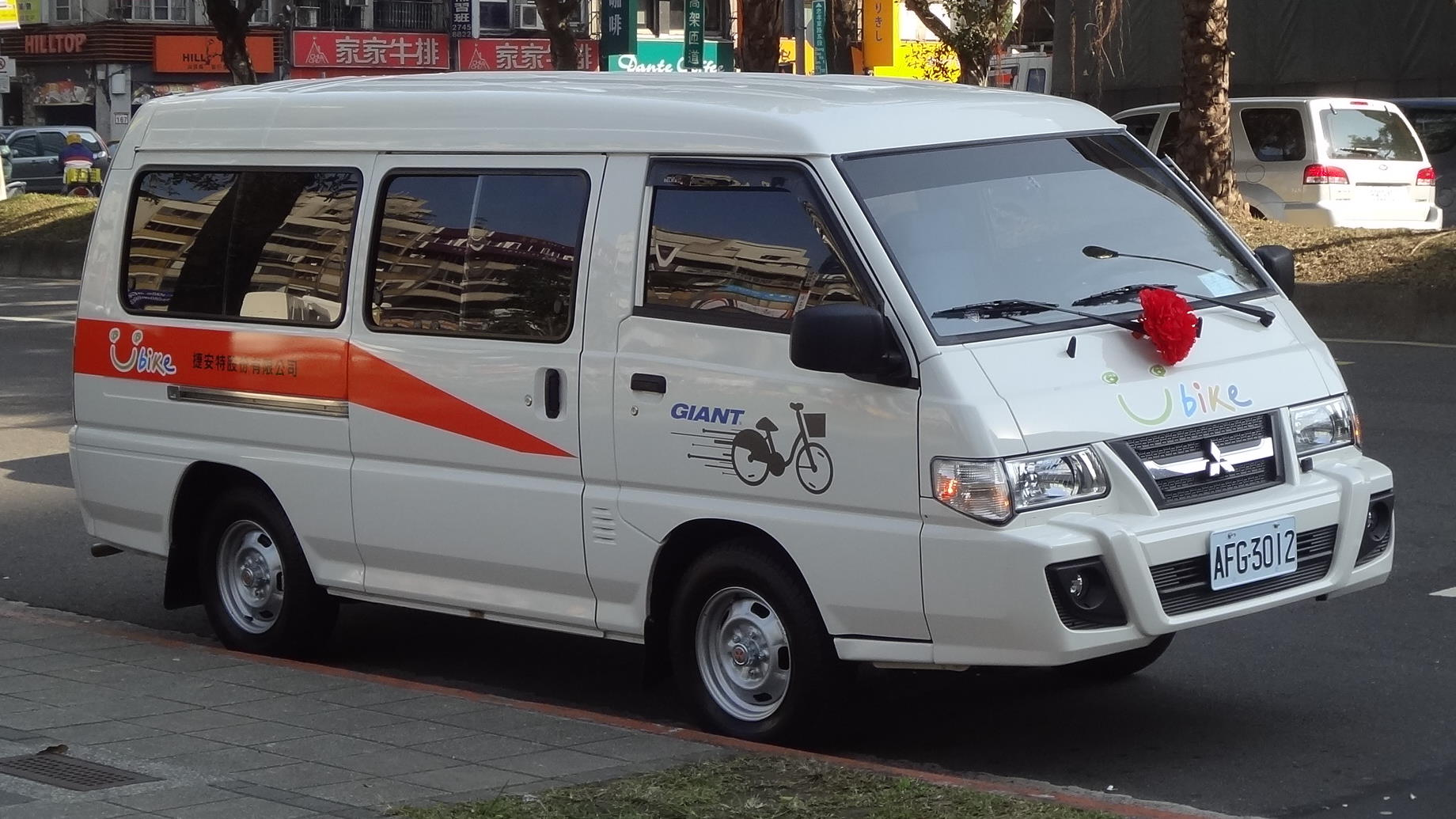
スーパーデリカ
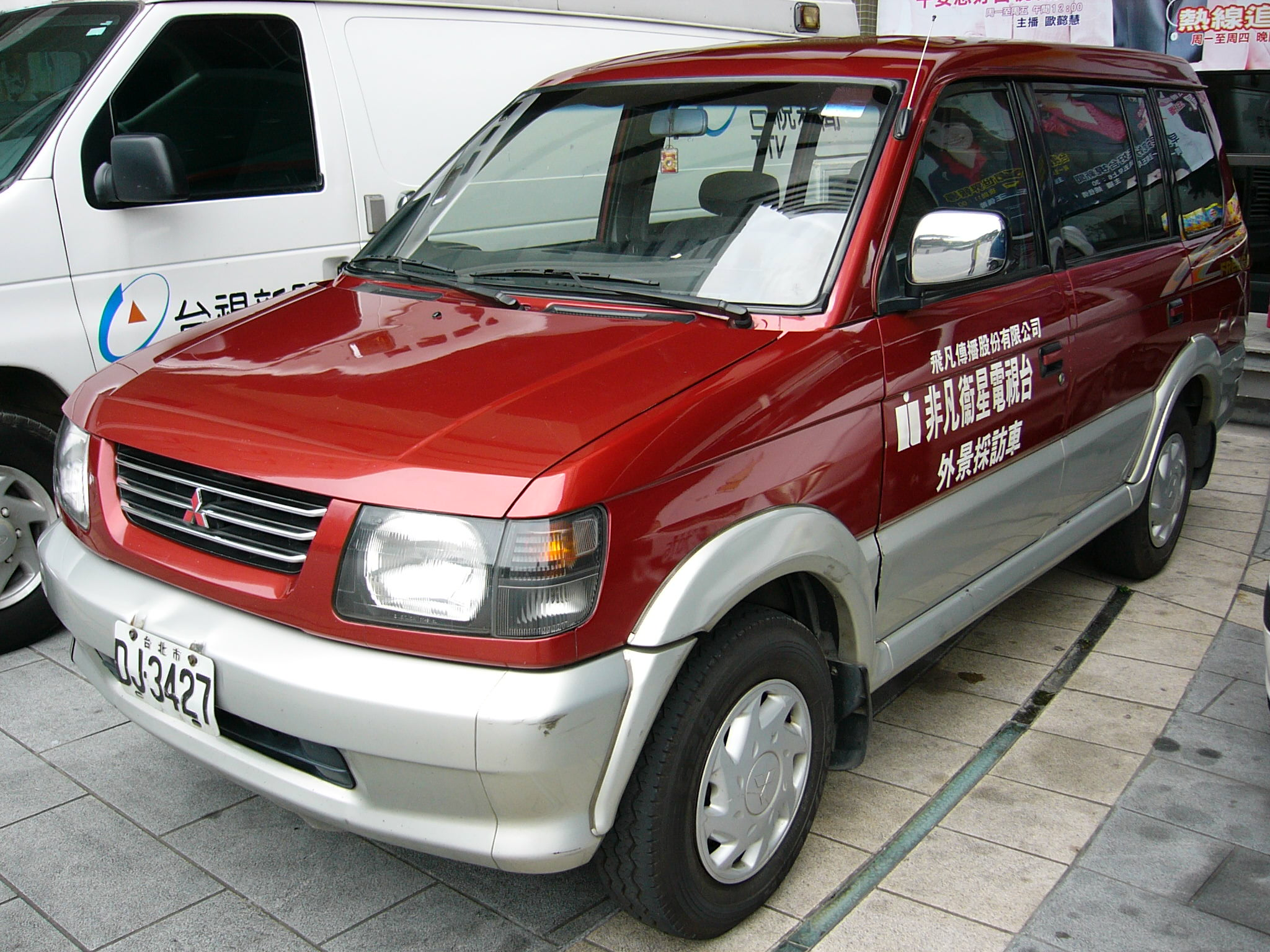
フリーカ
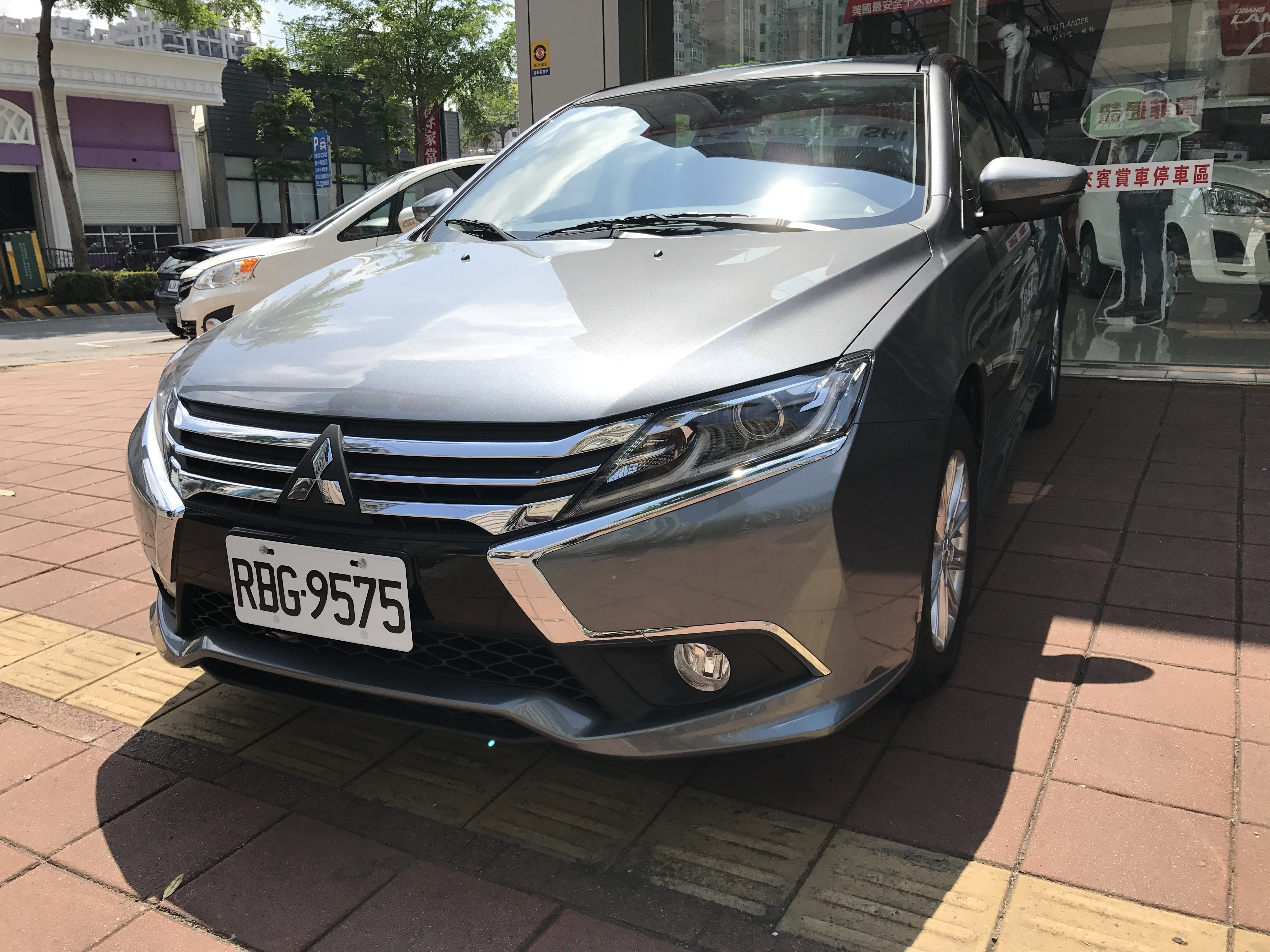
グランドランサー
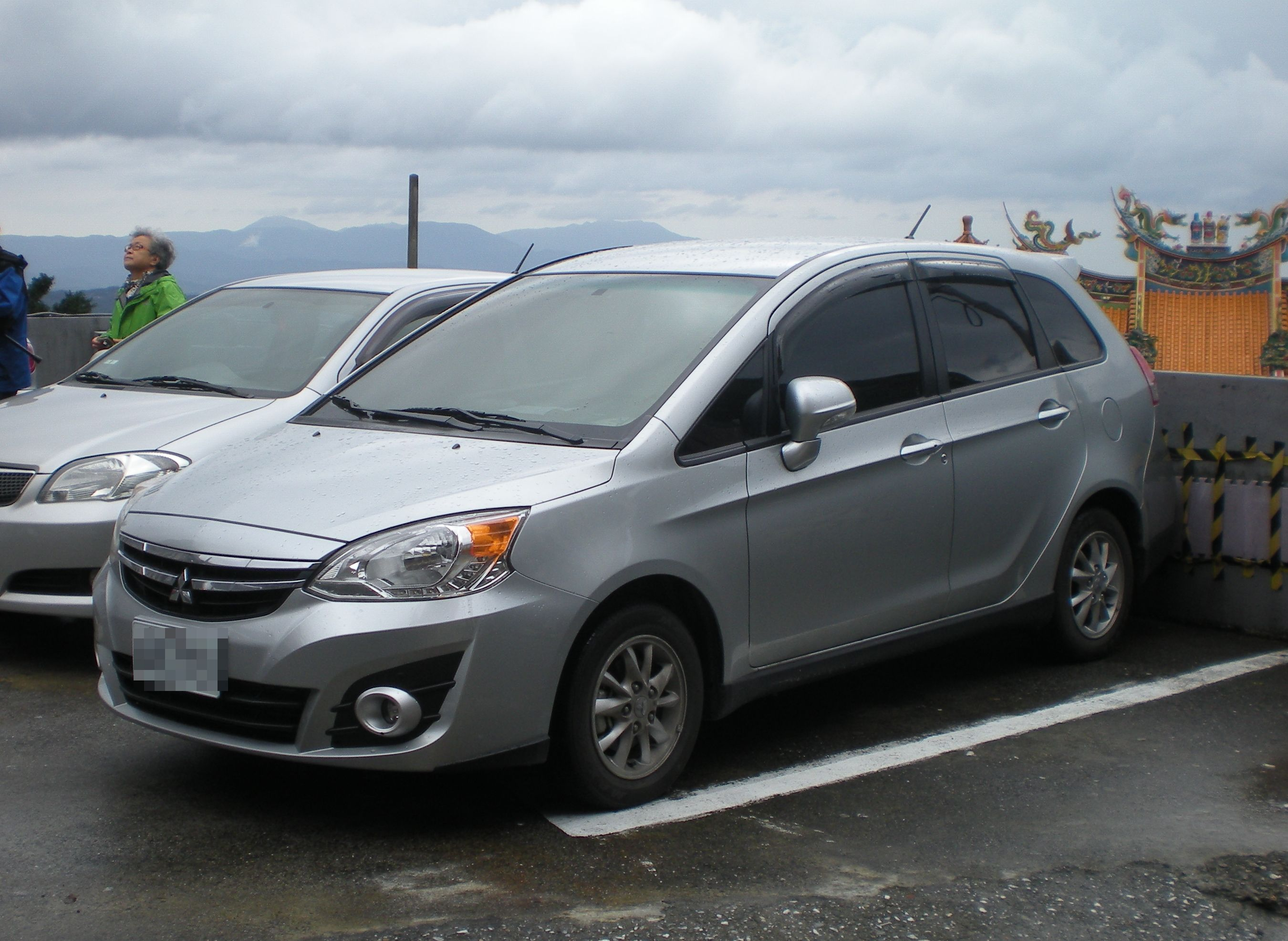
コルトプラス
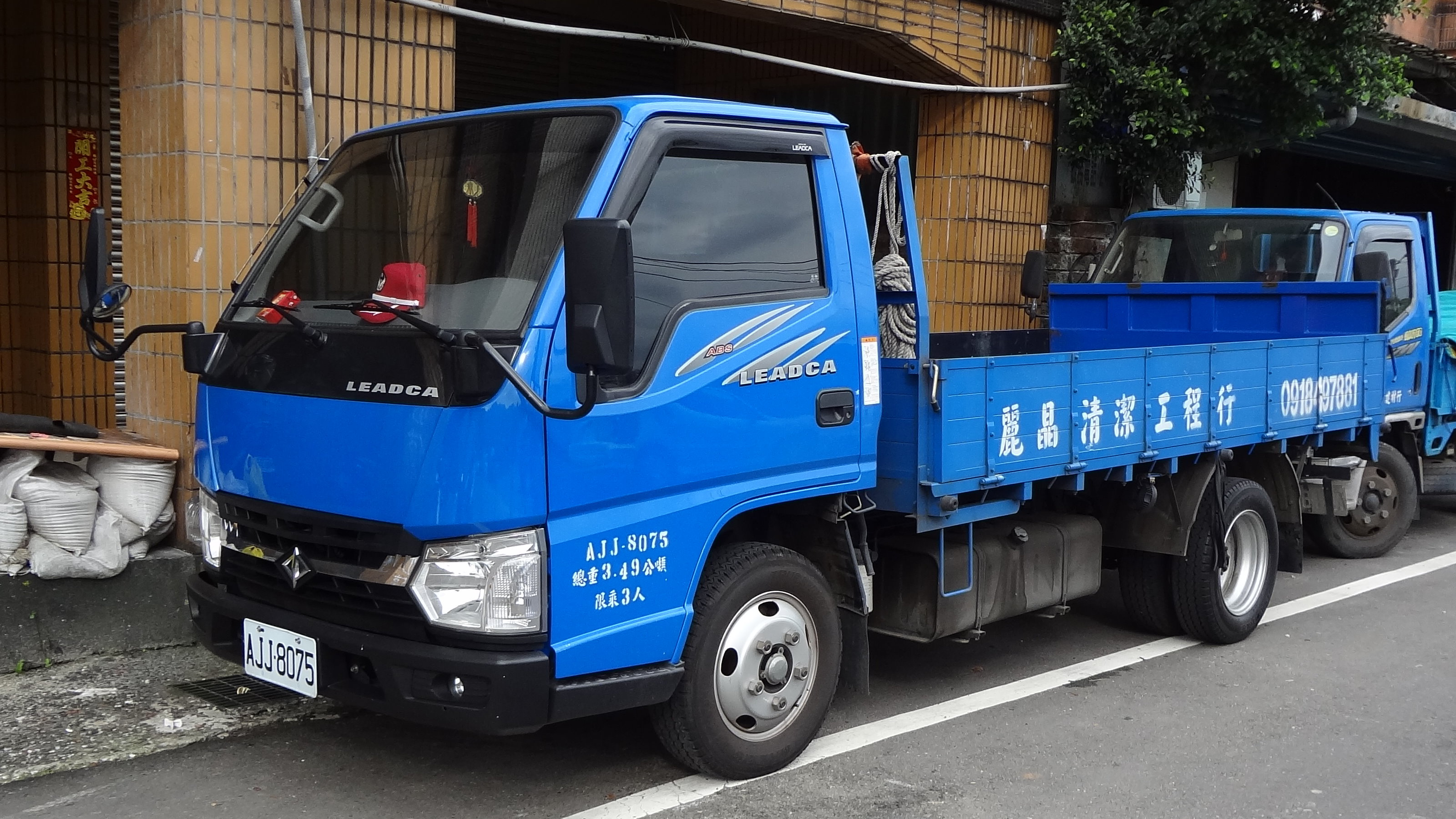
新達（Leadca）

## 三菱ふそうとの提携
1973年以降、三菱ふそうの小型/中型トラックの現地組み立てをしている。
組み立て車種は以下の2車種
- キャンター（堅達）- GVW3.49/6.9/7.5/7.7/8トン
- FUSO：GVW11/15.6/17トン